# 토렌트 프로젝트

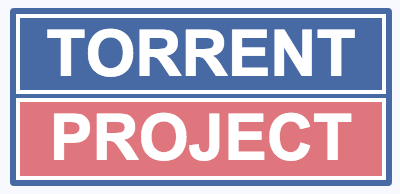

토렌트 프로젝트(Torrent Project) 또는 토렌트 검색 프로젝트(Torrent Search Project)는 엑스트라토렌트(ExtraTorrent)와 같은 다른 인기 토렌트 호스팅 페이지의 링크를 통합한 토렌트 파일용 메타 검색 엔진이었다. 폐쇄된 Torrentz.eu와 킥애스토렌트 사이트의 대안이자 후속 서비스로 제공되었으며, 800만 개가 넘는 토렌트 파일을 색인에 포함하고 깔끔하고 간단한 인터페이스를 갖추고 있었다. 인기 영화 토렌트 파일뿐만 아니라 자체 제작 콘텐츠도 제공했다. 검색 기능을 애플리케이션에 통합할 수 있는 API가 있었고, 뉴스 사이트 토렌트프리크는 향후 스트리밍을 지원할 수 있을 것이라고 밝혔다. 토렌츠 타임(Torrents Time) 플러그인을 채택한 바 있다.
torrentproject.com URL은 2014년 영국 고등법원에서 차단 명령을 내린 판결의 일부였다. 해당 사이트는 2017년 9월 4일에 폐쇄되었다. 토렌트프로젝트가 다시 돌아올지는 아직 불확실하다.